# Falsomordellina amamiana
Falsomordellina amamiana là một loài bọ cánh cứng trong họ Mordellidae. Loài này được Nomura miêu tả khoa học năm 1961.